# Lycée Sinenjongo
Le Lycée Sinenjongo est un établissement public d'enseignement secondaire situé à Joe Slovo Park, Milnerton, Le Cap, en Afrique du Sud.

## Histoire
En 1993, Elda Mahlentle fonda une école primaire, la Elda Mahlentle Primary School, à Milnerton dans le bidonville de Chuku Town, en face des écuries de course. Les classes - niveaux 1 à 4 - étaient logées dans une cabane. Fin 1994 le cursus s'étendait jusqu'au niveau 9 et les locaux consistaient en huit classes installées dans des containers. Le ministère de l'Éducation apportait son aide en payant le salaire de dix enseignants.
En 1996, l'établissement s'installa avec 16 éducateurs dans des bâtiments construits à Joe Slovo. Après de longues négociations, il accéda au statut d'établissement public en 2004 et prit le nom de Sinenjongo High School and Marconi Beam Primary School.

## Résultats scolaires

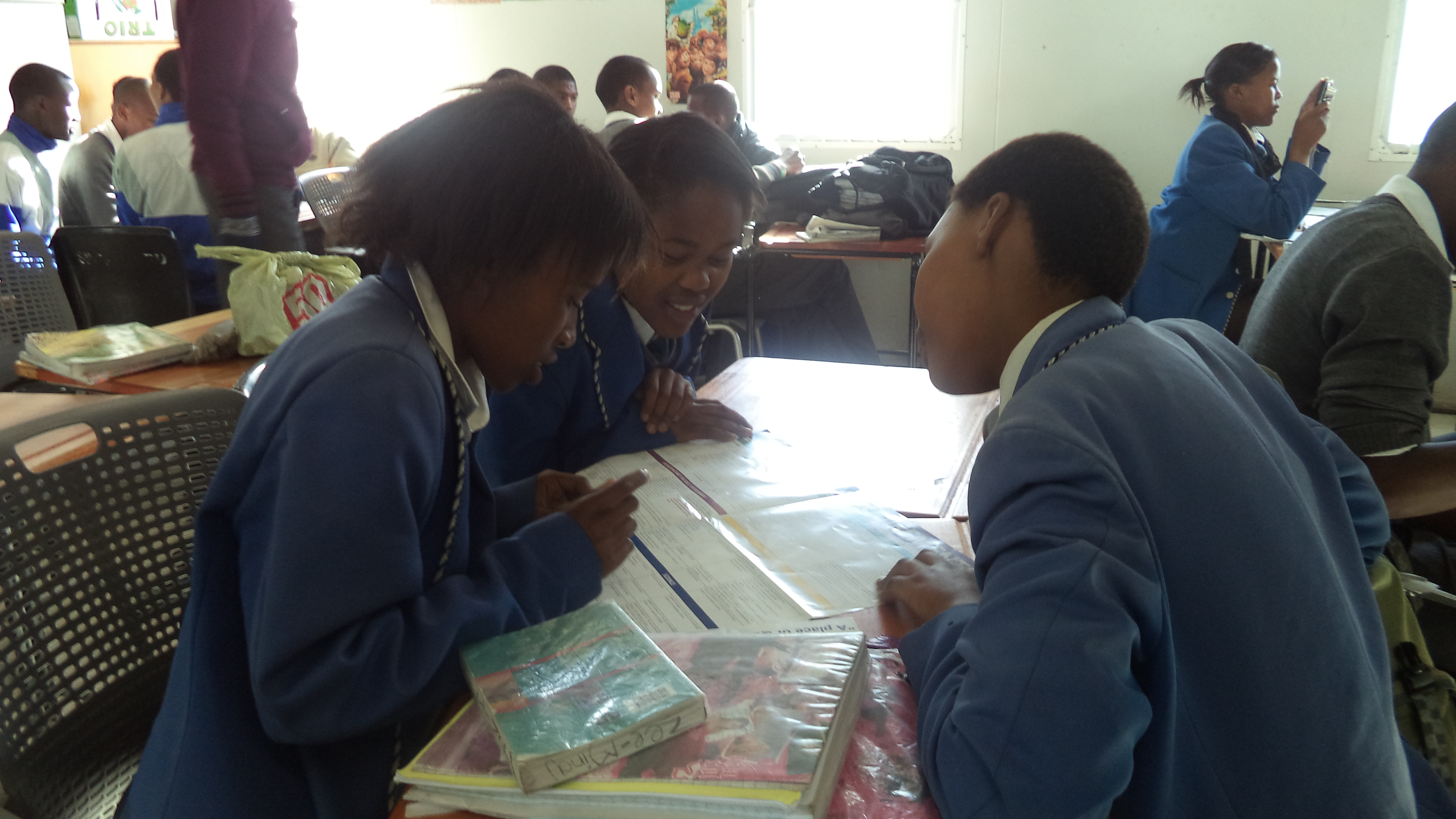
Élèves dans une classe du lycée Sinenjongo

En 2010, 2011 et 2012 l'école a obtenu un taux de réussite élevé, et a produit ses premiers diplômés,.
| Année | Taux de réussite | Nombre d'élèves | Baccalauréat | taux de baccalauréat |
| ----- | ---------------- | --------------- | ------------ | -------------------- |
| 2008  | 27%              | 71              | 3            | 4%                   |
| 2009  | 44%              | 66              | 3            | 5%                   |
| 2010  | 98%              | 44              | 7            | 16%                  |
| 2011  | 88%              | 87              | 19           | 22%                  |
| 2012  | 95%              | 92              | 32           | 35%                  |